# Un début prometteur
Pour plus de détails, voir Fiche technique et Distribution.
Un début prometteur est une comédie dramatique française réalisée par Emma Luchini, sortie en 2015.

## Synopsis
Martin est un homme désabusé, alcoolique et sans fierté qui, au contact de son petit frère et d'une femme mystérieuse, va reprendre petit à petit goût à la vie.

## Fiche technique
- Titre : Un début prometteur
- Réalisation : Emma Luchini
- Scénario : Emma Luchini, Vanessa David et Nicolas Rey (écrivain)
- Photographie : Jérôme Alméras
- Montage : Benjamin Favreul
- Assistant réalisation : Matthieu Blanchard
- Décors : Wouter Zoon
- Costumes : Judith de Luze
- Musique : Nicolas Tescari
- Producteur : Albane de Jourdan, Maxime Delauney et Romain Rousseau
- Coproducteurs : Nadia Khamlichi, Adrian Politowski et Gilles Waterkeyn
- Sociétés de production : NoLIta Cinéma, Les Productions maison, D8 Films, Nexus Factory et Gaumont, en association avec SofiTVciné 2
- Distributeur : Gaumont Distribution
- Pays d'origine :  France
- Genre : comédie dramatique
- Durée : 90 minutes
- Dates de sortie :
  -  France : 30 septembre 2015
  -  Belgique : 7 octobre 2015

## Distribution
- Manu Payet : Martin Vauvel
- Veerle Baetens : Mathilde Carmain
- Zacharie Chasseriaud : Gabriel Vauvel
- Fabrice Luchini : Francis Vauvel
- Jean-Michel Balthazar : Pierre
- Émilie Gavois-Kahn : la pharmacienne
- Guillaume Briat : Major Crawford
- Fred Scotlande : Xavier
- Romane Barron : la cliente à la pharmacie
- Solveig Maupu : Claire
- Antoine Quintard : Guillaume
- Simon Galaup Rey : enfant foot
- Darius Le Pogam : le fils de Martin
- Diane Morvan : jeune fille clinique
- Carim Messalti : ouvrier 1
- Bruno Hausler : maître d'hôtel Regina
- Roger Contebardo : voiturier Regina
- William Prunck : ami mariage discours
- Adrien Cauchetier : ami mariage
- André Antebi : ami mariage
- Bertrand Festas : ami mariage
- Constantine Attia : bookmaker 1
- Guillaume Zeller : guitariste mariage
- Bedik Agazarian : musicien mariage
- Suren Davtyan : musicien mariage
- Rostom Khachikian : musicien mariage
- Aleksandr Shirinyan : musicien mariage
- Gagik Tumanyan : musicien mariage
- Hayk Voskanyan : musicien mariage